# ゾフィー・フォン・メーレンベルク
ゾフィー・フォン・メーレンベルク（ドイツ語: Sophie von Merenberg , 1868年6月1日 - 1927年9月14日）は、ロシア大公ミハイル・ミハイロヴィチの妻。
貴賤結婚のため、ロシア大公妃の称号は与えられず、父方の伯父ルクセンブルク大公アドルフより授与された「トービー伯爵夫人」の称号を名乗った。

## 生涯
ゾフィーは1868年6月1日、スイスのジュネーヴで誕生した。父は、ナッサウ公ヴィルヘルムとヴュルテンベルク王フリードリヒ1世の孫パウリーネの息子で初代メーレンベルク伯爵となったニコラウス。母は、ロシア貴族で詩人でもあったアレクサンドル・プーシキンとナターリア・プーシキナの娘ナターリヤである。
父方の叔母にスウェーデン王オスカル2世妃ゾフィア、父方の従姉妹にオランダ王ウィレム3世妃エンマ、オールバニー公レオポルド夫人ヘレナらがいる。

## 子女
- ミハイル - トービー伯爵
- アナスタシア - 準男爵ハロルド・ワーナーと結婚
- ナデジダ - ミルフォード＝ヘイヴン侯爵ジョージと結婚